# Gusty Spence
 (juillet 2025).
Augustus Andrew Spence, né le 28 juin 1933 à Belfast et mort le 25 septembre 2011 dans la même ville, est le chef de l'Ulster Volunteer Force paramilitaire, ainsi qu'un homme politique loyaliste éminent nord-irlandais. L'un des premiers membres de l'UVF a avoir été reconnu coupable de meurtre, Spence demeura une personnalité de haut rang au sein de l'organisation pendant plus d'une décennie.
Tandis qu'il était prisonnier, Spence renonça à la violence et aida à convaincre un certain nombre de codétenus que l'avenir de l'UVF se trouvait dans une approche plus politique. Spence rejoignit le Parti unioniste progressiste, devenant l'une des personnalités éminentes du parti. En tant que représentant du Parti unioniste progressiste, il joua un rôle principale en délivrant les cessez-le-feu loyalistes de 1994.

## Biographie
Spence naît et grandit dans le nord-ouest de Belfast, en Irlande du Nord, près de la Shankill Road. Son père, William Edward Spence, est né à Whitehaven, dans le comté de Cumberland, au nord-ouest de l'Angleterre, et a grandi vers Tiger's Bay, au nord de Belfast, avant de se rendre à Shankill. William Edward Spence fut membre des Ulster Volunteers et combattit lors de la Première Guerre mondiale. Il épousa la mère de Gusty Spence, Isabella "Bella" Hayes, en 1919. De leur union naîtront sept enfants, dont Gusty Spence. Gusty Spence termina ses études à l'âge de quatorze ans. Il faisait également partie de l'Église d'Irlande, ainsi que de l'Ordre d'Orange. Sa famille est membre de l'Ordre d'Orange depuis un certain temps. 
Après avoir été artisan, Spence rejoignit la British Army en 1957 où il fut membre du Royal Ulster Rifles. Il devint sergent prévôt au sein du bataillon de police. Spence resta au sein de la British Army jusqu'en 1961 lorsque des problèmes de santé l'obligèrent à la quitter. Il se rendit à Chypre où il fut témoin de l'action de lutte contre les forces du Colonel Geórgios Grívas. Spence travailla sur les chantiers navals Harland and Wolff où il construisit l'échafaudage dans lequel les navires sont construits, un travail qualifié inspirant le respect parmi les protestants de la classe ouvrière, et garantit à Spence un statut supérieur au sein de Shankill. 
Dès son plus jeune âge, Spence est membre de l'Ordre d'Orange. Il est également membre de la Royal Black Institution, ainsi que des Apprentice Boys of Derry,. En raison de son implication dans un crime, Spence se fit renvoyé de l'Ordre d'Orange ainsi que de la Royal Black Institution. Le Révérend Martin Smyth eut une grande influence sur Spence ayant été mis à la porte de l'Ordre d'Orange. 

## Implication dans le loyalisme
Son grand frère, Billy Spence, est un membre fondateur de l'Ulster Protestant Action en 1956 et Gusty lui-même devint membre du parti,. Il fut souvent impliqué dans des combats de rue avec les républicains et se fit une réputation "d'homme dur". Il fut également plus ou moins associé à de célèbres loyalistes tel qu'Ian Paisley ou Desmond Boal et ces deux hommes le conseillèrent en 1959 lorsqu'il organisa une manifestation contre Gerry Fitt à l'Hôtel de ville de Belfast après que ce dernier ait qualifié le régiment de Spence de "meurtriers" concernant des accusations les incriminant d'avoir assassiné des civils chypriotes. Spence, ainsi que d'autres loyalistes de Shankill Road se séparèrent de Paisley en 1965, lorsqu'ils se rallièrent à James Kilfedder dans les jours ayant suivi les dernières campagnes dans la circonscription de Belfast West. Paisley avait avoué que Kilfedder, un rival à la direction de l'unionisme dissident, était proche du Fine Gael après avoir appris qu'il se rendait aux rassemblements lorsqu'il était étudiant au Trinity College de Dublin. Les loyalistes de Shankill soutinrent Kilfedder, et après que Kilfedder ait été élu député, ils envoyèrent une lettre à Paisley l'accusant de trahison lors de l'affaire. 

### Ulster Volunteer Force
Spence déclara avoir été abordé par deux hommes en 1965, dont l'un était député du Parti unioniste d'Ulster, lui affirmant que l'Ulster Volunteer Force devait être refondé, et qu'il en était responsable dans la région de Shankill. Peu de temps après, Spence prêta serment lors d'une cérémonie tenue secrète. En raison de son expérience en tant que militaire, Spence fut désigné commandant militaire et porte-parole de l'UVF lorsque le parti fut établi. Cependant, la Direction spéciale de la RUC pensa que son frère Billy, ayant gardé un mauvais profil public, était le véritable chef du parti. Quelle que soit la vérité de ces renseignements, l'équipe UVF de Shankill de Gusty Spence était composée d'environ 12 hommes uniquement lors de sa création. Leur base opérationnelle se trouvait au Standard Bar, un pub situé sur la Shankill Road fréquenté par Spence ainsi que ses alliés. 
Le 7 mai 1966, une troupe d'hommes de l'UVF menée par Spence lança un cocktail Molotov sur le bar McGurk, fréquenté par des catholiques, situé sur la Shankill Road. Le feu envahit également la maison d'à côté, tuant une veuve protestante âgée de 77 ans, répondant au nom de Matilda Gould, résidant au sein de cette maison. Le 27 mai, Spence ordonna à quatre hommes de l'UVF d'assassiner un membre de l'Irish Republican Army, à savoir Leo Martin, résidant sur la Falls Road. Ne parvenant pas à trouver leur cible, à la place, les hommes parcoururent la ville à la recherche d'un catholique quelconque. Ils abattirent John Scullion, un civil catholique d'une vingtaine d'années, tandis qu'il rentrait chez lui. Spence écrivit plus tard qu'à l'époque, "l'attitude était que si vous ne pouviez pas obtenir un homme de l'Armée républicaine irlandaise, vous deviez abattre un Taig, c'était votre dernier recours". Deux jours plus tard, le Gouvernement d'Irlande du Nord utilisa le Special Powers Act dans le but de déclarer l'UVF illégal. Peu de temps après, Spence ainsi que trois autres hommes furent arrêtés. 
En octobre 1966, Spence a été condamné à la prison à vie pour le meurtre de Ward, bien que Spence a toujours déclaré être innocent. Il fut envoyé à la prison de Crumlin Road. Lors de la marche de l'Orange Day 1967, les membres de la loge de l'Ordre d'Orange à laquelle il appartenait s'arrêta devant la prison afin de lui rendre hommage. Cela se produisit malgré le fait que Spence ait été officiellement mis à la porte de l'Ordre d'Orange après sa condamnation. L'implication de Spence dans ces meurtres lui donna un statut légendaire parmi de nombreux jeunes loyalistes et cité en tant que source d'inspiration par des personnalités tel que Michael Stone. Tim Pat Coogan le qualifia d' "héros loyaliste populaire". L'assassinat de Ward fut, en revanche, rejeté par Paisley et le condamna, scellant leur rupture.

## Prison
Spence fit appel de sa condamnation et fit l'objet d'une pétition de libération organisée par le Comité de défense de la Constitution de l'Ulster, bien que rien n'ait abouti à ces deux initiatives. Malgré le fait que le contrôle de l'UVF reposait (du moins nominalement) sur l'allié le plus proche de Spence, Samuel « Bo » McClelland, depuis la prison. Spence était souvent en désaccord avec la direction du groupe, en particulier en ce qui concerne l'attentat à la bombe du bar McGurk en 1971. Spence affirma désormais que les membres de l'UVF étaient des soldats et que les soldats ne devraient pas tuer des civils, comme cela a été le cas lors de l'attentat à la bombe au bar McGurk,. Spence respecta certains paramilitaires républicains irlandais, qui, selon lui, vivaient aussi comme soldats, et à cette fin, il rédigea une lettre sympathique à la veuve du chef de l'Official Irish Republican Army Joe McCann, ce dernier ayant été assassiné en 1972.

### Fugitif
On accorda deux jours de congés à Spence en début juillet 1972 afin qu'il puisse assister au mariage de sa fille. Winston Churchill "Winkie" Rea avait officiellement demandé Spence en mariage pour sa fille lors d'une visite en prison. Rencontre par deux membres des Red Hand Commandos lors de sa libération, Spence a été informé de la nécessité d'une restructuration au sein de l'UVF et on lui a dit de ne pas retourner en prison. Il a d'abord refusé et a continué afin d'assister au mariage de sa fille. Après, on concocta un complot où son neveu, Frankie Curry, membre des Red Hand Commandos, ramènerait Spence en prison, que la voiture s'arrêterait et que ce dernier serait "kidnappé". Comme prévu, la voiture dans laquelle Spence était passager s'arrêta à Springmartin et ce dernier fut enlevé par des membres de l'UVF. Il demeura en fuite pendant quatre mois où il donna même une interview à l'émission World in Action d'ITV dans laquelle il demanda à l'UVF de jouer un rôle accru dans le conflit en Irlande du Nord contre l'IRA provisoire. Au même moment, il prit ses distances avec toute forme de politique visant à tuer des catholiques au hasard. Spence assuma aussi la responsabilité de la restructuration, ramenant l'UVF à la même structure de commandement et à la même base organisationnelle qu'Edward Carson avait employé lors de la première formation de l'UVF, avec des bataillons, des brigades, des troupes, des compagnies, des pelotons ainsi que des sections. Il dirigea également un important réapprovisionnement de l'arsenal du parti, avec des pistolets volés aux forces de sécurité. Spence accorda la permission d'établir une brigade Mid-Ulster de l'UVF à Billy Hanna dans la ville de Lurgan. Son statut de fugitif lui valut le surnom éphémère de "Mouron Orange". Spence ainsi qu'environ trente autres membres de l'UVF furent arrêtés à Brennan Street, mais après avoir donné un faux nom, il fut relâché. 
La cavale de Spence prit fin le 4 novembre lorsqu'il fut capturé par le Colonel Derek Wilford du régiment parachutiste, ayant identifié Spence grâce aux tatouages qu'il possédait sur ses mains. Il retourna à la prison de Crumlin Road peu de temps après, où il partagea la cellule de William Smith, membre des Red Hand Commandos qu'il avait rencontré lors de première sortie de prison, condamné pour tentative de meurtre. 

## Politique
Spence devint bientôt le commandant de l'UVF au sein de la prison de Maze. Il a dirigé sa partie du Labyrinthe selon des lignes militaires, entraînant les détenus au maniement des armes tout en s'attendant également à un maintien de la discipline. En tant que commandant loyaliste de Maze, Spence avait initialement également juridiction sur les membres incarcérés de l'Ulster Defence Association, bien que celle-ci prit fin en 1973 lorsque, à la suite d'une détérioration des relations entre les deux partis à l'extérieur des murs de la prison, James Craig devint le commandant de l'Ulster Defence Association de Maze. À cette époque, Spence avait polarisé l'opinion au sein de l'UVF, certains membres farouchement fidèles à un homme qu'ils percevaient comme un héros populaire, d'autres en voulant à son leadership draconien et à l'importance croissante qu'il accorde à la politique, dont un membre anonyme le qualifiant même de "con en cravate".
Spence commença à s'orienter vers une position consistant à utiliser des moyens politiques pour faire avancer ses objectifs, et persuada la direction de l'UVF de déclaré un cessez-le-feu temporaire en 1973. À la suite de la décision de Merlyn Rees de légaliser l'UVF en 1974, Spence les encouragea à s'engager en politique et soutint la fondation du Volunteer Political Party. Cependant, on oublia les idées de Spence en raison de l'effondrement du cessez-le-feu la même année, à la suite de la grève de la Ulster Workers' Council ainsi que les attentats de Dublin et Monaghan, le carnage que provoquèrent les attentats choqua et horrifia Spence. De plus, le VPP subit une lourde défaite dans la circonscription de Belfast West lors des élections générales britanniques d'octobre 1974, lorsque le candidat du parti unioniste démocrate John McQuade recueillit six fois plus de votes que le candidat du Volunteer Political Party Ken Gibson. 
Spence fut de plus en plus déçu par l'UVF et il transmit ces impressions à ses codétenus de la prison de Maze. Selon Billy Mitchell, Spence interrogea les détenus de Maze concernant la raison pour laquelle ils y étaient, recherchant une réponse idéologique à sa question. Lorsque le détenu ne fut pas en mesure de lui en fournir une, Spence chercherait à les convaincre de la sagesse de son parcours plus politisé, une chose qu'il accomplit avec Mitchell,. Parmi les autres hommes membres de l'UVF à avoir été incarcérés au milieu des années 1970 et devenus les disciples de Spence figurent David Ervine et Billy Hutchinson. En 1977, il condamna publiquement l'usage de la violence dans un intérêt politique, parce que c'était contre-productif. En 1978, Spence quitta tout bonnement l'UVF. En octobre 1980, le frère de Spence, Bobby, meurt au sein de la prison de Maze, quelques mois après le décès de leur frère Billy.

### Parti unioniste progressiste
Sorti de prison en 1984, Spence devint bientôt un membre important du Parti unioniste progressiste, affilié à l'UVF, ainsi qu'une personnalité centrale du processus de paix en Irlande du Nord. Au début, Spence ne travailla que pour le Parti unioniste progressiste, mais après un certain temps, il fonda également le Shankill Activity Centre, un programme soutenu par le gouvernement afin d'offrir des possibilités de formation et de loisirs pour des jeunes sans emploi. 
Il a été chargé de lire à haute voix la déclaration du Combined Loyalist Military Command du 13 octobre 1994, proclamant le cessez-le-feu loyaliste. Flanqué de ses collègues du parti unioniste progressiste Jim McDonald et William Plum Smith, ainsi que des membres de l'Ulster Democratic Party Gary McMichael, John White et David Adams, Spence lut à haute voix la déclaration de Fernhill, une ancienne maison de la famille Cunningham sur leur ancien domaine de Glencairn dans le quartier de Glencairn à Belfast. Cet édifice fut un centre de formation important pour les membre de l'Ulster Volunteers d'Edward Carson. Quelques jours suivant la proclamation, Spence se rendit aux États-Unis accompagné de David Ervine, Billy Hutchinson, McMichael, Adams, et Joe English. Spence devint un défenseur éminent de l'accord du Vendredi saint. 
En août 2000, Spence fut pris dans l'avancée de la compagnie « C » de Johnny Adair de l'UDA afin de prendre le contrôle de Shankill en forçant l'UVF et d'autres adversaires à sortir. Les hommes d'Adair pénétrèrent de force dans la maison de Spence à Shankill mais la trouvèrent vide, puisque Spence avait tendance à passer la majeure partie de l'été dans une caravane qu'il possédait à Groomsport. Néanmoins, ils pillèrent la maison de Spence et lui volèrent ses médailles militaires, tandis que la famille de Spence fut obligée de rester à l'écart du Shankill pendant toute la durée de la querelle loyaliste. Lorsque la femme de Spence mourut trois années plus tard, il déclara que la Compagnie « C » a été responsable de sa mort, tel était le bilan des événements sur sa santé. 
Le 3 mai 2007, Spence lut la déclaration de l'UVF annonçant qu'elle conserverait ses armes mais les mettrait hors de portée des membres ordinaires. La déclaration comprenait également un avertissement, affirmant que ces activités pourraient "provoquer une nouvelle génération de loyalistes tournés vers la résistance armée". Il ne précisa pas quelles activités ou à quoi on résistait.

## Vie privée
Le 20 juin 1953, Spence épousa Louie Donaldson à Sandy Row. De leur union naîtront trois filles : Elizabeth (née en 1954), Sandra (née en 1956) and Catherine (née en 1960). Louie décéda en 2003. Ayant été un footballeur talentueux dans sa jeunesse, Spence fut supporteur du Linfield Football Club.

### Décès
Spence meurt le 25 septembre 2011 à l'âge de 78 ans à Belfast. Il souffrait d'une maladie à long terme et fut admis à l'hôpital une douzaine de jours avant sa mort. Spence fut loué par le chef du Parti unioniste progressiste Brian Ervine, ayant déclaré que "sa contribution à la paix est incalculable". Gerry Kelly du Sinn Féin déclara que bien que Spence ait joué un rôle central dans le développement du paramilitarisme loyaliste, « il restera également dans les mémoires comme une influence majeure pour éloigner le loyalisme des conflits sectaires ». 
Cependant, une petite-fille de Matilda Gould, une veuve protestante âgée de 74 ans ayant décédé des suites de brûlures subies lors de la tentative de bombardement de l'UVF d'un bar catholique à côté de sa maison, s'opposa à ce que Spence soit qualifié de "pacificateur" et le qualifia d'homme "mauvais et méchant". La femme dont le nom n'a pas été divulgué déclara, "Lorsque tu sors et que tu lances un cocktail Molotov sur la fenêtre d'une veuve, tu n'es pas pacificateur". 
Ses obsèques eurent lieu à l'Église anglicane Saint-Michel de Belfast. Parmi les amis du défunt, des politiques unionistes, tel que Dawn Purvis, Mike Nesbitt, Michael McGimpsey, Hugh Smyth, Brian Ervine, le chef de l'UVF John Graham, ainsi que le brigadier Jackie McDonald. Conformément aux volontés de Spence, il n'y eut aucun défilé paramilitaire, ainsi qu'aucune référence à son temps passé au sein de l'UVF, lors de ses funérailles. Au lieu de cela, son cercueil était orné du béret et du drapeau régimentaire des Royal Ulster Rifles, son ancien régiment. Il fut enterré à Bangor.